# Federball (Sport)

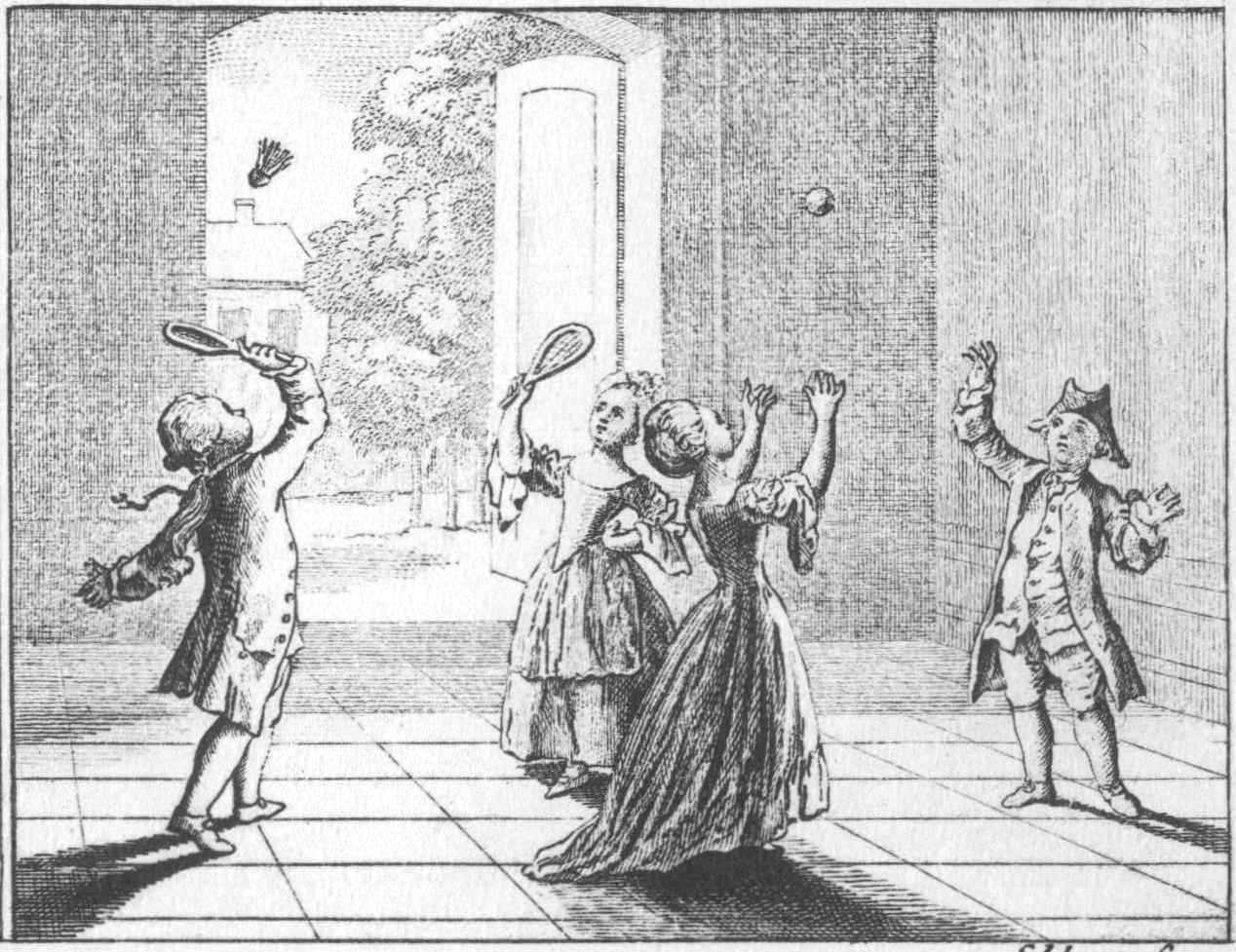
Federball im Kupferstich van Daniel Chodowiecki, 1774

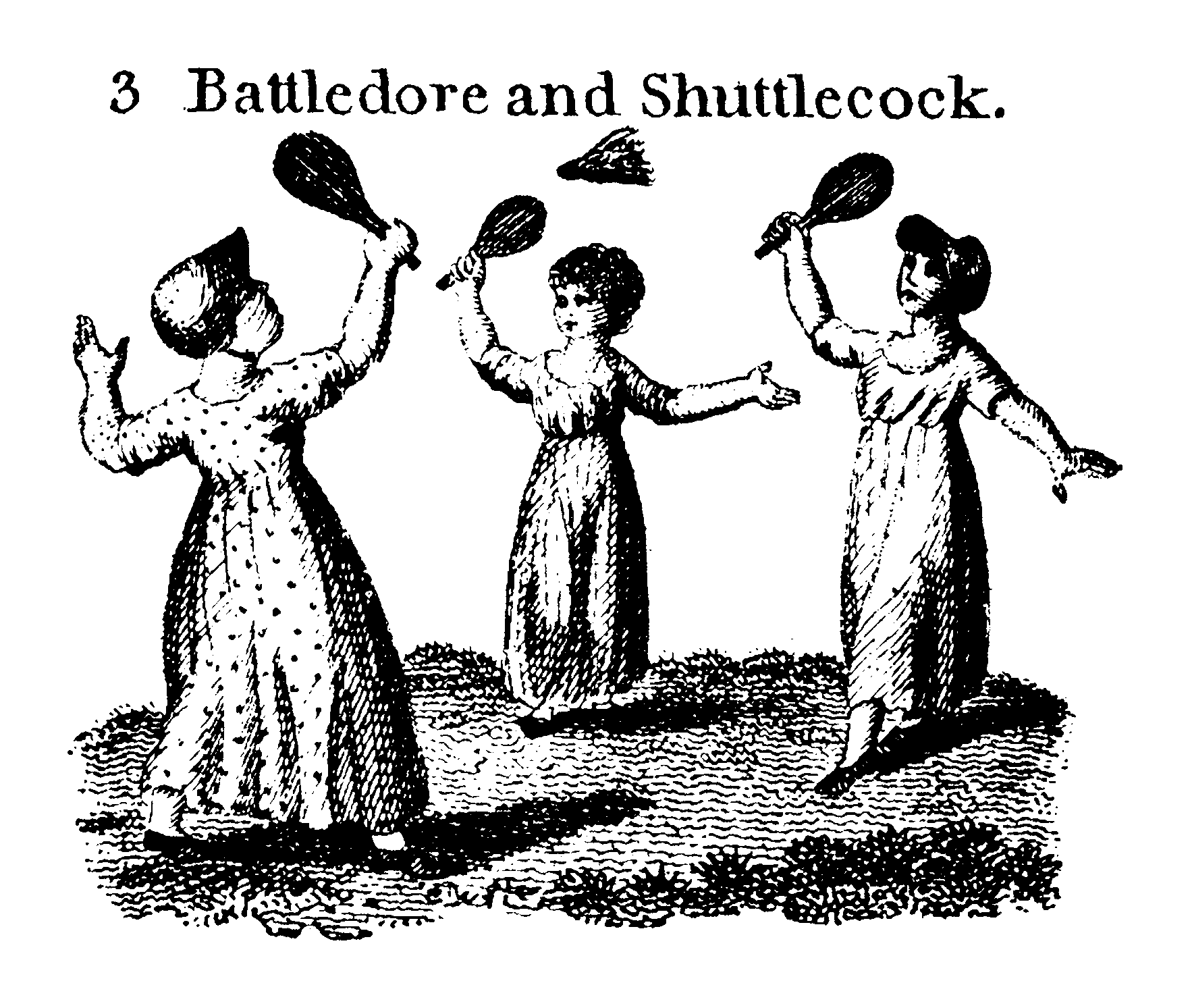
Federball in einem Buch von 1804

Als Federball wird ein Freizeitspiel bezeichnet, das üblicherweise von zwei Spielern gespielt wird. Es bestehen einige Ähnlichkeiten zu der Wettkampfsportart Badminton. 
Es gibt verschiedene Möglichkeiten, Federball zu spielen. Meistens geht es darum, den Ball so oft wie möglich hin und her zu spielen, ohne dass er auf den Boden fällt. Andere Varianten bestehen im wettkampfähnlichen Spiel über eine Schnur oder im Treiben des Gegners. Ein festes Regelwerk existiert nicht. Ein Netz ist nicht zwingend notwendig; es wird in der Regel nicht auf durch Linien begrenztem Feld gespielt. Trotz der Windanfälligkeit wird das Spiel gern im Freien ausgeübt. 
Der Ball und die Schläger entsprechen denen des Badmintons, allerdings kommt wegen des Freizeitcharakters oft günstigeres und weniger hochwertiges Material zum Einsatz.
Oft wird Federball mit dem Wettkampfsport Badminton gleichgesetzt; allerdings hat Federball im Gegensatz zu Badminton möglichst lange Ballwechsel zum Ziel.
Historisch gewachsen ist diese Gleichsetzung insbesondere in den neuen Bundesländern Deutschlands, da die Bezeichnung „Federball“ zu DDR-Zeiten für das wettkampfmäßig betriebene Spiel verwendet wurde. In Österreich wurde Badminton Mitte der 1950er Jahre ebenfalls unter dem Namen „Federball“ eingeführt, auch der Verband wurde als „Federballverband“ gegründet.